# I. Sándor antiochiai pátriárka
I. Sándor (350 körül – 417 vagy 421) antiochiai pátriárka 412-től haláláig.
Porphürosz utódaként lépett Antiochai püspöki székébe. Visszavezette az úgynevezett eusztathianusokat az ortodox egyházba, ezzel megszüntette a korábban meglévő szakadást. Sokat tett felebarátaiért, illetve elrendelte Aranyszájú Szent János tiszteletét. Egyesek szerint szerint mindössze 4 évig volt pátriárka, és 417-ben hunyt el – mások szerint csak 421-ben. Az ortodox egyház szentként tiszteli.